# Malcolm Singer
Malcolm Singer (nascut el 13 de juliol, 1953), és un compositor i pedagog anglès. Va ser director de música a "The Yehudi Menuhin School" entre 1998 i 2017.
Singer va estudiar música al "Magdalene College" de Cambridge, i després amb Franco Donatoni (el 1973), amb Nadia Boulanger a París (del 1974 al 1977) i amb György Ligeti a Hamburg (1975/76). El 1980 se li va concedir una beca Harkness, estudiant música per ordinador a la Universitat Stanford, Califòrnia durant dos anys. El 1983 va ser nomenat Director Musical del Cor Zemel (un cor jueu mixt), romanent durant una dècada. Singer va ser director musical a "The Yehudi Menuhin School" durant 19 anys: després d'haver-se incorporat a la plantilla el 1977, va ser nomenat director el 1998 i es va retirar el 2017. Ensenya composició a la Guildhall School of Music and Drama, i dirigeix el Taller de Compositors a la "Sherborne Summer School of Music". Va rebre la medalla Cobbett pels serveis a la música de cambra el 2012.
Les primeres composicions utilitzaven tècniques serialistes, però els interessos de Singer aviat es van desplaçar cap al minimalisme. És conegut sobretot per la seva música coral i de cambra. Malcolm Miller identifica en moltes de les peces corals sonoritats ressonants semblants a Arvo Pärt o John Tavener... realçades per impressionants paisatges sonors sinagogals. Fugue (1974), una de les primeres peces per a veus parlades, utilitza un text autorreferencial que descriu la forma d'una fuga a mesura que la peça segueix el seu curs. A Singer's Complaint, una peça de teatre musical escrita per a Jane Manning, va guanyar el premi Chandos a Musica Nova el 1979. Manning també va ser la solista a York, una cantata sobre temes jueus composta el 1991.
La música de cambra inclou Bush Boogie per a vent fusta i corda (1985), el Quartet per a cordes i la Sonata per a piano (tots dos estrenats el 1986) i el quartet de piano The Grammar of Hope (1989). Les obres orquestrals inclouen un Concert per a violí (1974) i Time Must Have a Stop per a piano solista i orquestra (1976). Una peça recent per a orquestra, London Landscapes, va ser encarregada per la "Dayton Performing Arts Alliance" el 2024.
També hi ha una sèrie de peces per a joves. Making Music (1984) per a narrador i orquestra ofereix un recorregut introductori de l'orquestra. A Hopeful Place, per a cor infantil, octet de corda i orquestra, va ser dirigit per Lord Menuhin al Royal Albert Hall l'any 1996. Dragons (1997), és una cantata encarregada per "Surrey County Arts" per a cor infantil i orquestra juvenil, amb poemes de Nick Toczek. The Jailer's Tale, una òpera infantil, va ser encarregada pel "Finchley Children's Music Group" el 2009.
Singer es va casar amb la locutora Sara Nathan el juliol de 1984 i viu a l'oest de Londres.